# Campeonato Brasiliense de Futebol de 2014
O Campeonato Brasiliense de Futebol de 2014 foi a 56ª edição da principal divisão do futebol no Distrito Federal. A disputa ocorreu entre os dias 18 de janeiro e 17 de maio e é organizada pela Federação Brasiliense de Futebol. O  Luziânia sagrou-se campeão desta edição.

## Regulamento
O Campeonato será em turno único, classificando-se os oito primeiros colocados para o mata a mata. Os dois últimos serão rebaixados. O campeão e o vice terão o direito de disputar a Copa do Brasil de 2015.

### Critérios de desempate
Para o desempate entre duas ou mais equipes segue-se a ordem definida abaixo 
1. Número de vitórias
2. Saldo de gols
3. Gols marcados
4. Número de cartões amarelos e vermelhos
5. Sorteio

## Participantes
| Equipe      | Localidade    | Em 2013          | Estádio (mando) | Capacidade | Títulos             |
| ----------- | ------------- | ---------------- | --------------- | ---------- | ------------------- |
| Brasília    | Brasília      | 2º (1ª divisão)  | Serejão         | 27 000     | 8 (último em 1987)  |
| Brasiliense | Taguatinga    | 1º (1ª divisão)  | Serejão         | 27 000     | 8 (último em 2013)  |
| Capital     | Guará         | 7º (1ª divisão)  | Serejão         | 27 000     | 0 (não possui)      |
| Ceilandense | Ceilândia     | 6º (1ª divisão)  | Abadião         | 4 000      | 0 (não possui)      |
| Ceilândia   | Ceilândia     | 3º (1ª divisão)  | Abadião         | 4 000      | 2 (último em 2012)  |
| Formosa-GO  | Formosa (GO)  | 1º (2ª divisão)  | Diogão          | 6 000      | 0 (não possui)      |
| Gama        | Gama          | 4º (1ª divisão)  | Bezerrão        | 20 000     | 10 (último em 2003) |
| Legião      | Brasília      | 10º (1ª divisão) | Augustinho Lima | 15 000     | 0 (não possui)      |
| Luziânia    | Luziânia (GO) | 9º (1ª divisão)  | Serra do Lago   | 21 564     | 1 (em 2014)         |
| Santa Maria | Santa Maria   | 2º (2ª divisão)  | Rorizão         | 6 000      | 0 (não possui)      |
| Sobradinho  | Sobradinho    | 5º (1ª divisão)  | Augustinho Lima | 15 000     | 2 (último em 1986)  |
| Paracatu    | Paracatu (MG) | 8º (1ª divisão)  | Frei Norberto   | 8 000      | 0 (não possui)      |

- PAR: ^  O Unaí Esporte Clube se transferiu para a cidade de Paracatu e passou a se chamar Paracatu Futebol Clube.

## Primeira Fase

### Confrontos
Para ler a tabela, a linha horizontal representa os jogos da equipe como mandante. A coluna vertical indica os jogos da equipe como visitante.
(*) Não houve jogo com a equipe da coluna vertical como mandante. 
 Atualizado em 28 de março de 2014.
|             | BRL | BRS | CAP | CEI | CDS | FOR | GAM | LEG | LUZ | PAR | STM | SOB |
| ----------- | --- | --- | --- | --- | --- | --- | --- | --- | --- | --- | --- | --- |
| Brasília    | —   | —   | 2-1 | 1-1 | —   | 3-0 | 2-2 | —   | 0-0 | 0-1 | —   | —   |
| Brasiliense | 1-1 | —   | —   | —   | 3-1 | —   | 0-0 | 0-0 | 1-0 | —   | 2-1 | —   |
| Capital     | —   | 0-1 | —   | —   | —   | 1-2 | —   | —   | —   | 0-1 | 1-1 | 0-2 |
| Ceilândia   | 0-0 | 0-0 | 1-3 | —   | 3-0 | —   | 1-0 | 1-2 | —   | 1-0 | —   | —   |
| Ceilandense | —   | —   | 0-1 | —   | —   | 3-2 | —   | —   | 1-2 | —   | 1-0 | 0-4 |
| Formosa     | —   | 0-4 | —   | 2-1 | —   | —   | —   | 1-1 | —   | —   | 2-3 | 1-2 |
| Gama        | —   | —   | 3-0 | —   | 2-1 | 1-2 | —   | —   | 0-1 | —   | 1-0 | 1-0 |
| Legião      | 1-2 | —   | 1-1 | —   | 1-2 | —   | 1-1 | —   | 0-2 | —   | —   | —   |
| Luziânia    | —   | —   | 1-0 | 0-1 | —   | 1-0 | —   | —   | —   | 2-1 | —   | 2-1 |
| Paracatu    | —   | 0-0 | —   | —   | 0-0 | 1-2 | 1-0 | 3-2 | —   | —   | —   | —   |
| Santa Maria | 0-2 | —   | —   | 2-1 | —   | —   | —   | 1-0 | 0-0 | 1-0 | —   | —   |
| Sobradinho  | 0-1 | 1-2 | —   | 2-2 | —   | —   | —   | 5-1 | —   | 4-2 | 1-0 | —   |